# حلواني
حَلوانيّ أو طاهي المعجنات (بالإنجليزية: Pastry chef)‏ هو اسم منسوب إلى حَلْوَى والحَلْوانيُّ هو صَانعُ الحلْوى أوبائعُها.
والحلواني هو حِرفي متخصص في صناعة الحلويات والمعجنات. وغالبا ما تقترن هذه المهنة المرتبطة بفن ابداع وتزيين وصناعة الحلويات والمعجنات مع غيرها من الأنشطة القريبة منها ارتباطا وثيقا: كالخباز، والشوكولاتاني "Chocolatier"، والآيس كريم (المثلجات) و ومتعهد خدمات الحفلات.
وغالبا ما نجد الحلواني الماهر، على دراية جيدة فوق تخصصه بالحرف المرتبطة والقريبة من حرفة الحلواني.

## الدور والمؤهلات

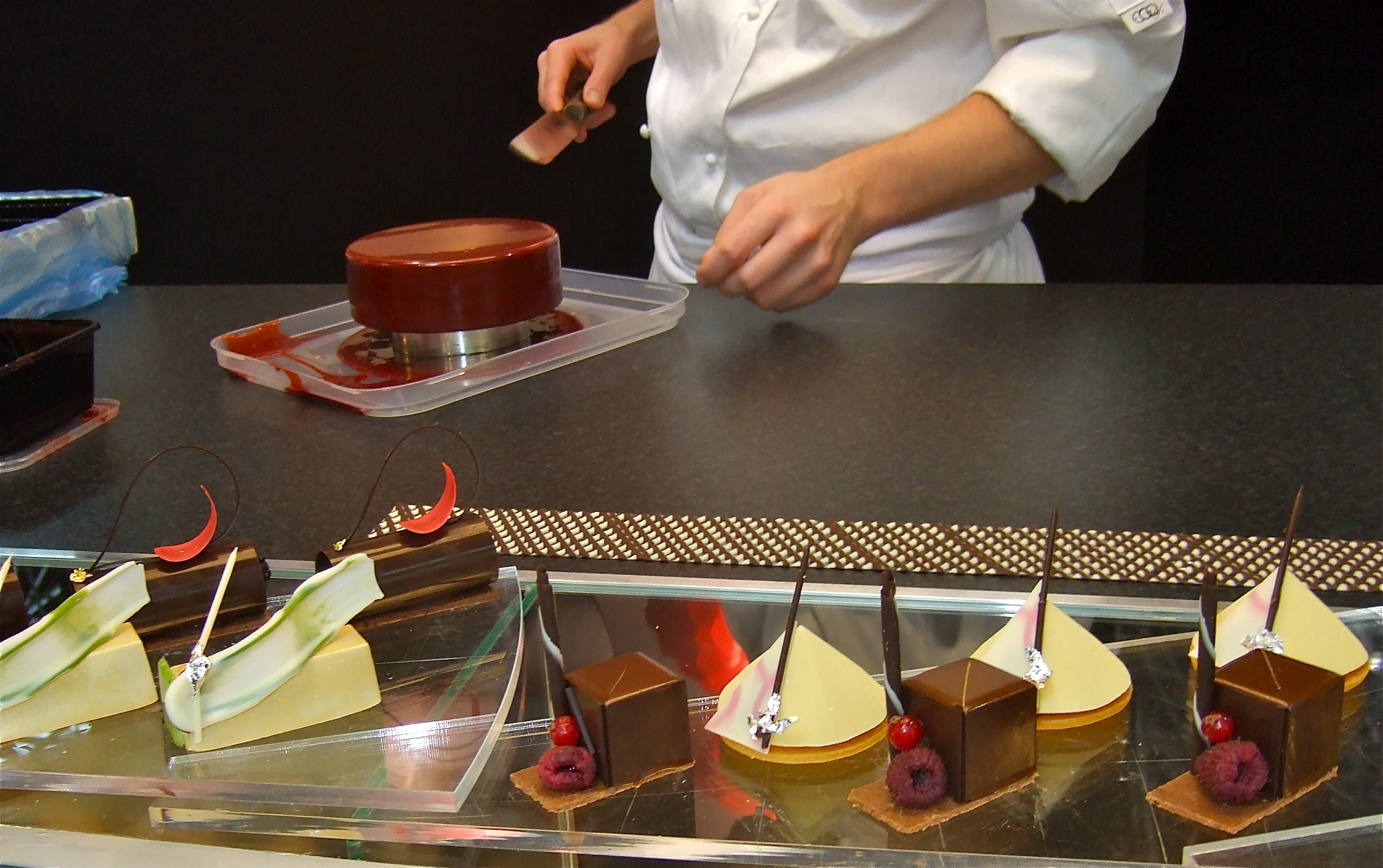
حلواني أثناء العمل

الحلواني هو عضو فريق عمال مهني لمطبخ عصري ومتكامل،ويشغل رئيس قسم المعجنات والحلويات في فريق عمل مطبخ عصري متكامل مهني ومتعدد التخصصات.
يجب على الحلواني الموهوب والعصري مواكبة تطورات فن الطبخ وصناعة الحلويات، وما تتطلبه أيضا في البحث عن المفاهيم والطرق التقنية والفنية الجديدة، ومحاولة ابتكار وتطوير الوصفات وأساليب العمل.
وكما هو الشأن بالنسبة لرئيس الطباخين، فالحلواني بدوره يجب أن تكون له بصمة خاصة به، وطريقة عمل مميزة، في ابداع صحون الحلويات وأشكالها وأذواقها المختلفة، مع القدرة على مناقشة الوصفات والمكونات الغذائية والطرق الصحية للطهي والتغذية.

## الزي المهني

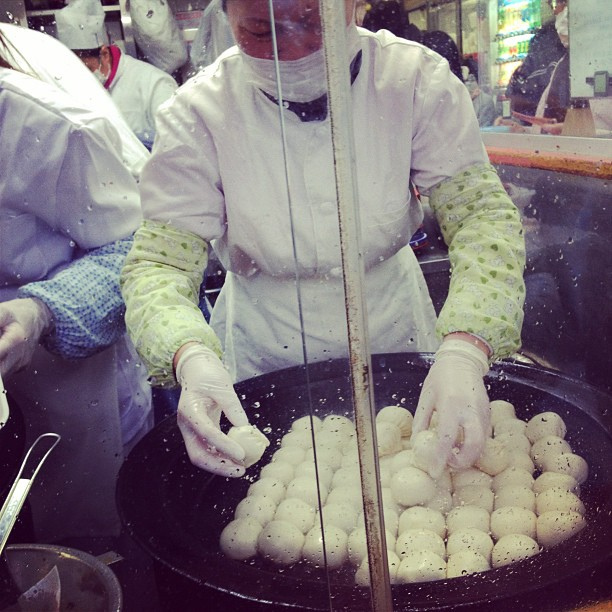
الحلواني بالزي الرسمي.

لأسباب متعلقة بالنظافة والسلامة المهنية، يتطلب العمل في أروقة المطبخ أو المختبر الحلواني(بالإنجليزية Pastry Laboratory) زيّا مهنيا رسميا غالبا من اللون الأبيض ويتكون من:
- سروال طويل
- سترة وتتميز بأزرار كبيرة وغالبا تزينها علامة مميزة لمهنة الحلواني ولفن الطبخ على الجانب الأيمن أو الأيسر.
- أحذية السلامة.
- مئزر
- قبعة الطبخ.
- قفازات المطبخ.